# Église Saint-Pierre de Tresses
Pour les articles homonymes, voir Église Saint-Pierre.
L'église Saint-Pierre est une église catholique située à Tresses, en France.

## Localisation
L'église est située dans le département français de la Gironde, sur la commune de Tresses.

## Historique
Ce clocher fortifié remonte au XIIIe siècle.
L'Église, à l'exception du clocher est inscrite au titre des monuments historiques en 1964.
Le clocher a été classé au titre des monuments historique en 1964.